# Аджамська сільська територіальна громада
Аджамська сільська територіальна громада — територіальна громада в Україні, у Кропивницькому районі Кіровоградської області. Адміністративний центр — село Аджамка.
Площа громади — 291,76 км², населення — 6088 осіб (2019).
Утворена 12 червня 2020 року шляхом об'єднання Аджамської, Веселівської, Новоолександрівської та Червоноярської сільських рад Кропивницького району.

## Населені пункти
У складі громади 11 сіл:
- Аджамка
- Веселівка
- Григорівка
- Зелений Гай
- Медерове
- Молодецьке
- Нововолодимирівка
- Новоолександрівка
- Павло-Миколаївка
- Привілля
- Червоний Яр